# Score (альбом)
Score — пятый концертный альбом и пятый DVD американской прогрессив-метал-группы Dream Theater, выпущенные на лейбле Rhino Entertainment 29 августа 2006 года в Америке и Европе и 15 октября 2006 в Австралии.

## Об альбоме

### Релиз
Выпущенный 29 августа 2006 года на лейбле Rhino Entertainment концерт был записан в Нью-Йорке (США) в Радио-сити (англ. Radio City Music Hall) 1 августа 2006 года. Концертный альбом был выпущен на трёх CD-дисках в виде 14 аудиозаписей. Видео-альбом был выпущен на двух DVD, первый из которых содержит полную видеозапись концерта, второй — дополнительные материалы, включающие в себя документальный фильм о биографии коллектива, рассказанной самими участниками группы, анимацию одной из частей композиции «Octavarium» и видеозаписи композиций «Another Day», «The Great Debate», «Honor Thy Father», записанных в Токио (Япония), Бухаресте (Румыния) и Чикаго (США) в 1993, 2002 и 2005 годах соответственно. Также 25 августа 2006 года, за четыре дня до официального релиза, сжатая версия концерта транслировалась на VH1 Classic.

### Композиции и концепция
Score был представлен как юбилейный концерт, хотя был исполнен как часть и заключение тура Octavarium Tour в поддержку последнего на тот момент студийного альбома Octavarium. Первую часть концерта открывали две композиции из последнего альбома, а после выступление было построено так, что группа играла по одной композиции из каждого альбома в порядке их появления, начиная с «Another Won» (Majesty Demos, 1985 год). В ходе выступления также была исполнена «Raise the Knife» из официального бутлега The Falling Into Infinity Demos. Заканчивает часть песня «The Spirit Carries On» (Metropolis Pt. 2: Scenes from a Memory, 1999 год). Вторая часть концерта проходит при участии приглашённого симфонического оркестра The Octavarium Orchestra, продолжает хронологическое исполнение композиций и начинается 42-минутной «Six Degrees of Inner Turbulnce» из одноимённого альбома 2002 года. После вокально-оркестровой версии «Vacant» следуют три композиции из последнего альбома, последняя из которых, «Octavarium», завершает концерт. На бис исполняется «Metropolis, Pt. 1: The Miracle and the Sleeper» с симфоническим оркестром.

### Название
Название альбома происходит от английского слова «score», которое по смыслу означает «два десятка». Концерт был посвящён 20-летию группы. В другом значении название можно понимать как дирижёрскую партитуру, ноты которой отображены на обложке.

## Список композиций

### Концертный альбом
Вся музыка написана участниками Dream Theater, за исключением отмеченных.
| №  | Название                | Текст песни    | {{{extra_column}}} | Длительность |
| -- | ----------------------- | -------------- | ------------------ | ------------ |
| 1. | «The Root of All Evil»  | Майк Портной   |                    | 8:22         |
| 2. | «I Walk Beside You»     | Джон Петруччи  | Dream Theater      | 4:11         |
| 3. | «Another Won»           | Петруччи       | Dream Theater      | 5:22         |
| 4. | «Afterlife»             | Чарли Доминичи | Dream Theater      | 5:56         |
| 5. | «Under a Glass Moon»    | Петруччи       | Dream Theater      | 7:29         |
| 6. | «Innocence Faded»       | Петруччи       | Dream Theater      | 5:36         |
| 7. | «Raise the Knife»       | Портной        | Dream Theater      | 11:43        |
| 8. | «The Spirit Carries On» | Петруччи       | Dream Theater      | 9:46         |

| №  | Название                          | Текст песни       | {{{extra_column}}}                       | Длительность |
| -- | --------------------------------- | ----------------- | ---------------------------------------- | ------------ |
| 1. | «Six Degrees of Inner Turbulence» | Петруччи, Портной | Dream Theater & The Octavarium Orchestra | 41:33        |
| 2. | «Vacant» (Маянг, Рудесс)          | Джеймс Лабри      | Dream Theater & The Octavarium Orchestra | 3:01         |
| 3. | «The Answer Lies Within»          | Петруччи          | Dream Theater & The Octavarium Orchestra | 5:36         |
| 4. | «Sacrificed Sons»                 | Джеймс Лабри      | Dream Theater & The Octavarium Orchestra | 10:38        |

| №  | Название                                        | Текст песни                     | {{{extra_column}}}                       | Длительность |
| -- | ----------------------------------------------- | ------------------------------- | ---------------------------------------- | ------------ |
| 1. | «Octavarium»                                    | Джеймс Лабри, Петруччи, Портной | Dream Theater & the Octavarium Orchestra | 27:16        |
| 2. | «Metropolis Pt. 1: The Miracle and the Sleeper» | Петруччи                        | Dream Theater & the Octavarium Orchestra | 10:39        |

### DVD
DVD 1 — Полный концерт
1. «The Root of All Evil» — 9:32
2. «I Walk Beside You» — 4:10
3. «Another Won» — 5:40
4. «Afterlife» — 7:28
5. «Under a Glass Moon» — 7:27
6. «Innocence Faded» — 6:16
7. «Raise the Knife» — 11:51
8. «The Spirit Carries On» — 9:37
9. «Six Degrees of Inner Turbulence» — 41:26
10. «Vacant» — 3:03
11. «The Answer Lies Within» — 5:36
12. «Sacrificed Sons» — 10:36
13. «Octavarium» — 27:29
14. «Metropolis» — 11:16
15. Credits — 2:53

DVD 2 — Дополнительные материалы
| №  | Название                                               | Длительность |
| -- | ------------------------------------------------------ | ------------ |
| 1. | «The Score So Far…» 20th Anniversary Documentary»      | 56:25        |
| 2. | «Octavarium Animation»                                 | 3:06         |
| 3. | «Another Day» (Live in Tokyo — August 26, 1993)        | 4:47         |
| 4. | «The Great Debate» (Live in Bucharest — July 4, 2002)  | 13:37        |
| 5. | «Honor Thy Father» (Live in Chicago — August 12, 2005) | 9:47         |

## Участники записи

### Dream Theater
- Джеймс Лабри — вокал
- Джон Маянг — бас-гитара
- Джон Петруччи — гитара, бэк-вокал
- Майк Портной — ударные, бэк-вокал
- Джордан Рудесс — клавишные, континуум, слайд-гитара

### The Octavarium Orchestra
| Дирижёр - Джамшид Шарифи Скрипки - Елена Барер - Юрий Водовос - Белинда Уитни - Аврил Браун - Катрин Ливольси - Эйб Эпплман - Джойс Хамманн - Карен Карлсруд - Энн Литерс - Рикки Сортомм - Ян Маллен - Кэрол Пул | Альты - Винсент Лионти - Адриа Бенжамин - Джуди Уитмер - Кристал Гарнер - Джонатан Динклейдж Виолончели - Ричард Локер - Евгений Мойе - Давид Хайсс - Карил Пейснер Валторны - Боб Карлайл - Дэн Кулпепер - Лэрри ДиБэлло | Тромбон - Джордж Флинн Флейта - Памела Скляр Кларнет - Ол Мэтисен Трубы - Джефф Кивит - Джим Хайнес Перкуссия - Гордон Готтлиб |